# Marion Tinsley
Marion Franklin Tinsley (Ironton, Ohio, 3 de Fevereiro de 1927 – Humble, Texas, 3 de Abril de 1995) foi um matemático americano e um exímio jogador de damas, sendo considerado o melhor jogador da história deste jogo de tabuleiro. "Dr. Tinsley levou o jogo além do que qualquer outra pessoa poderia conceber", disse Charles Walker, fundador da "International Checkers Hall of Fame", para a revista "Sports Illustrated", em 1992. Derek Oldbury, autor da encyclopedia of checkers (enciclopédia de damas), assim descreveu Marion Tinsley: "Tinsley foi para o jogo de damas o que Leonardo da Vinci foi para a ciência, o que Michelangelo foi para a arte e o que Beethoven foi para a música".

## Carreira
Tinsley foi campeão do mundo de Damas de 1955 a 1958 e de 1975 a 1991 (entre 1959 e 1974 ele se dedicou à vida acadêmica, não participando de nenhum torneio), e nunca perdeu uma partida sequer no Campeonato Mundial. Em 45 anos de carreira com o profissional (1950 a 1995), Tinsley perdeu apenas 7 partidas (sendo duas para o supercomputador Chinook, especialmente programado para jogar Damas. Vale destacar que numa disputa de Damas, os matches são disputados em 40 partidas). Outra derrota sua ocorreu em 1985, durante uma partida contra Asa Long, no campeonato mundial daquele ano, quando Tinsley foi derrotado pela primerra vez, depois de 27 anos invicto. O resultado do confronto, porém, terminou com 6 vitórias de Tinsley, 1 vitória de Asa Long, e 28 empates.

### Tinsley x Chinook
Em 1990, uma partida sua contra um computador especialmente projeto para jogar Damas, ganhou os noticiários do mundo todo. Apelidado de Chinook, o computador foi projetado pelo cientista da computação Jonathan Schaeffer, da Universidade de Alberta, Canadá. Quando a American Checkers Federation não permitiu a participação da máquina no campeonato de 1990, Tinsley renunciou ao título de campeão e aceitou jogar contra ela. Ele venceu por 4-2, com 33 empates.
Em 1994, a máquina, já melhorada, obteve uma revanche. Após seis empates, Tinsley, já com a saúde deveras debilitada, não pôde mais prosseguir com este confronto.

### Morte
Pouco tempo depois dos 6 embates da revanche contra o Chinook, ele morreu de câncer no pâncreas, aos 68 anos.

## As Derrotas
- Fonte: Livro "One Jump Ahead: Computer Perfection at Checkers", de Jonathan Schaeffer[11]

De 1945 a 1950
| Derrota | Ano  | Oponente         | Torneio                       |
| ------- | ---- | ---------------- | ----------------------------- |
| 01      | 1945 | Carrol Binsnack  | Match                         |
| 02      | 1945 | Carrol Binsnack  | Match                         |
| 03      | 1946 | Willie Ryan      | U.S National Championship     |
| 04      | 1946 | Willie Ryan      | U.S National Championship     |
| 05      | 1946 | Willie Ryan      | U.S National Championship     |
| 06      | 1946 | Everet Fuller    | U.S National Championship     |
| 07      | 1946 | Abe Bernstein    | U.S National Championship     |
| 08      | 1946 | Maurice Chamblee | U.S National Championship     |
| 09      | 1947 | Maurice Chamblee | U.S Junior Championship Match |
| 10      | 1947 | Maurice Chamblee | U.S Junior Championship Match |
| 11      | 1947 | Perry Gray       | Ohio State Open               |
| 12      | 1947 | Bobby Martin     | Chicago Open                  |
| 13      | 1948 | E. Zuber         | Ohio State Open               |
| 14      | 1948 | George Farley    | Cedar Point                   |
| 15      | 1949 | Roy Hunt         | 6th District Championship     |
| 16      | 1949 | Barney Talis     | Ohio State Open               |

As famosas 7 derrotas a partir de 1950
| Derrota | Ano  | Oponente         | Torneio                                       |
| ------- | ---- | ---------------- | --------------------------------------------- |
| 1       | 1950 | Alex Cameron     | U.S National Championsip                      |
| 2       | 1950 | George McRitchie | Canadian Open                                 |
| 3       | 1958 | Derek Oldburry   | World Three-Move Championship                 |
| 4       | 1975 | Everett Fuller   | Florida Open                                  |
| 5       | 1985 | Asa Long         | World Three-Move Championship                 |
| 6       | 1992 | Chinook          | World Man-Machine Championship match, game 8  |
| 7       | 1992 | Chinook          | World Man-Machine Championship match, game 14 |

Partidas Não Oficiais
| Derrota | Ano  | Oponente       | Tipo de Disputa                |
| ------- | ---- | -------------- | ------------------------------ |
| 1       | 1945 | Asa Long       | Practice                       |
| 2       | 1946 | W. Stacey      | Practice                       |
| 3       | 1948 | G. Bass        | Postal                         |
| 4       | 1950 | Gilbert Romine | Partida de Exibição Simultânea |
| 5       | 1954 | Carm Avery     | Partida de Exibição Simultânea |
| 6       | 1956 | P. Thompson    | Practice                       |
| 7       | 1957 | R. Surgenour   | Partida de Exibição Simultânea |
| 8       | 1960 | P. Thompson    | Practice                       |
| 9       | 1960 | Don Lafferty   | Practice                       |

## Aparições na TV
Em 1957, Tinsley fez uma aparição como convidado no game show To Tell the Truth.

## Conquistas
- 8-vezes Campeão do Mundo (Three-move): 1954, 1955, 1958, 1979, 1981, 1985,[9] 1987, 1989
- 1-vez Campeão do Mundo (Two-move): 1952[13]

### Honrarias
- 1992 - Título de Campeão Mundial Emérito pela World Draughts Association.[1]

### Homenagens
- Busto na International Checker Hall of Fame[14]